# Micropsectra baishanzua
Micropsectra baishanzua е насекомо от разред Двукрили (Diptera), семейство Хирономидни (Chironomidae). Съществува ендемично в Китай.